# Афаносово (Псковская область)
Афаносово — деревня в Гдовском районе Псковской области России. Входит в Чернёвскую волость.

## География
Деревня находится в северной части области, в зоне хвойно-широколиственных лесов, в 7 км к северо-западу от волостного центра села Чернёво и в 25 км к востоку от Гдова, на автодороге между ними.
В 1,5 км к северо-западу от деревни находится озеро Черемское (проточное для реки Черма).

## Климат
Климат характеризуется как умеренно континентальный, с относительно коротким тёплым летом и продолжительной, как правило, снежной зимой. Средняя многолетняя температура самого холодного месяца (января) составляет −8°С, температура самого тёплого (июля) — +17,4°С. Среднегодовое количество осадков — 684 мм.

## Население
| 2001 | 2002 | 2010 |
| ---- | ---- | ---- |
| 6    | ↗13  | ↘7   |

Численность населения деревни на 2000 год составляла 6 человек, по переписи 2002 года — 13 человек.

## Инфраструктура
Личное подсобное хозяйство.

## Транспорт
Проходит автодорога 58К-089 «Заполье-Гдов». Остановка общественного транспорта «Афаносово».